# Мім

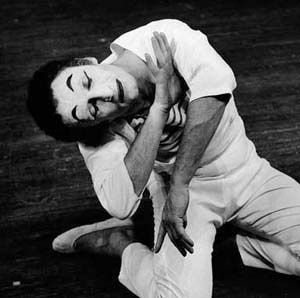
один з найвідоміших мімів світу — Марсель Марсо

Магія без слів — Пантоміма

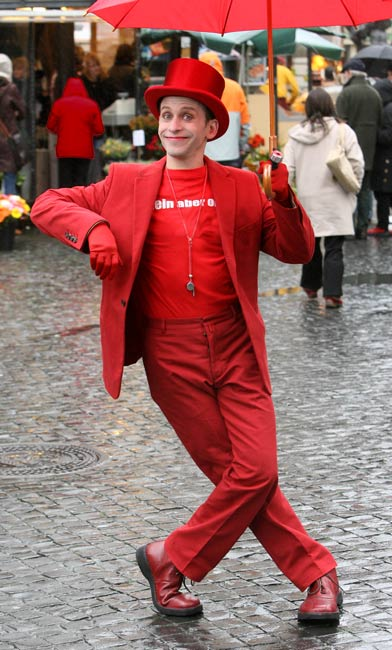
Міми — Pablo Zibes

Мім (міміст; грец. μιμος, лат. mimus — «наслідувач»; «лицедій», «актор») — актор, який послуговується мімікою, а не голосом.
В античних греків і римлян мімами називалися також будь-які сценічні вистави масового характеру на смак глядачів із нижніх прошарків — виступи акробатів, фокусників тощо, сценки зі співом і танцями, реально-побутовий сатиричний фарс. Актори в цьому низовому театрі також називалися мімами («наслідувачами»).
Мім як літературний жанр зародився серед широких народних мас у різних місцях Греції з народних вистав, де наслідували дійсність за допомогою жесту-танцю і слова. Розвиток міма йшов у двох напрямах: пантоміма і короткі драматичні сценки, часто з імпровізованим текстом. Літературну обробку мім дістав вперше на півдні Італії й у Сицилії; це були веселі сценки із жвавим діалогом, вихоплені з побуту дрібних ремісників, селян і близьких до них прошарків. Їхня літературна обробка свідчить про інтерес до цього масового жанру й освічених верхів (недарма такі видовища були прийняті при дворах сицилійських тиранів).
Найдревнішим автором мімів є Софрон із Сиракуз, продовжувачем був його син Ксенарх. Наближалися до мімів народні фарси Південної Італії (phlyakes). В інших областях Греції подібні видовища представляли актори, яких називали dejkelistai, phallophoroi або autokabdaloi. Це були по більшій частині імпровізовані сценки з повсякденного життя або пародії на трагедії у формі діалогу чи монологу.
Збереглося кілька імен авторів таких текстів, і навіть кілька фрагментів. Найкраще нам відомий Рінтон Сиракузький, а лише на ім'я — Скір, Сопатр. Літературні міми, не призначені для постановки, писали Герод і Теокріт. Якщо в Герода відсутня соціальна загостреність мімів, то в інших мімографів цього періоду присутні пародії на патетику трагічного стилю, релігію, аж до осміяння життя монархів, за що наприклад мімограф Сотад наклав головою. Різновидом міма є також дорична комедія Великої Греції, яку представляє Епіхарм.
Широко розгорнувся цей жанр в елліністичну епоху Греції 4 ст. до н.е.-3 ст. до н. е. в Александрії. Його ставили на сцені поряд із трагедіями і комедіями, а іноді і замість них. Серед папірусних фрагментів збереглися майже цілком два анонімних міми II ст. н. е. Один з них Харітіон є примітивною пародією на трагедію Евріпіда «Іфігенія в Тавриді», інший — Невірна дружина виявляє велику подібність з 5-м мімом Герода. Імовірно, це підсобні тексти режисера вистави або акторів; Харітіон містить також музичні позначки. Тільки за іменами ми знаємо таких авторів, як Фенікс з Колофона, Нікій з Ергісси, Метробій.
У Римі міми з'явилися на сцені з III ст. до н. е. під назвою fabula ricinata (від назви жіночого покривала — ricinium) і мали велике поширення, коли перемоги демократії загострили їх як знаряддя класової боротьби, зробивши театр місцем соціально-політичної сатири. У них виступали актори обох статей без масок. Авторами мімів серед інших минулого римський вершник Децім Лаберій, який користувався прихильністю Цезаря, сирійській раб Публій, Нукула. Герода наслідував Гней Матій.
Відображаючи побут дрібних ремісників, ці міми часто спрямовані проти панівних класів — великих землевласників та інших — іноді з різкою сатирою на офіційну релігію. Переважали найнепристойніші сюжети. Традиційним персонажем мімів був дурень, якого обсипають всякою лайкою; у текст часто уривався злободенний імпровізаційний елемент.
Мова мімів була народною, з усіма вульгаризмами і жаргоном міських таверн. Тематика походила з комедії й ателлани, образи були стереотипні (чужоземець, скнара). У виставах поряд з текстом велику роль відігравали танець і музика.
Нові особливості характеризують міми в епоху імператорів. Під егідою держави, що прагнула відвернути демократичні прошарки від політики, мім розширюється в складну виставу, так звану «мімічну іпотезу», котра ставилася у великих театрах і субсидіювалася урядом.
Ці «іпотези» були позбавлені колишньої соціальної загостреності мімів; це була написана прозою упереміж з віршами ультранатуралістична авантюрна драма з перетвореннями, різними чудесами, просочена грубою еротикою й іншими засобами для залучення невибагливого глядача. Тут виступали співаки, танцюристи, навіть дресировані тварини; актори (на відміну від «ателлан») грали без масок, акторки виступали часто зовсім оголені, викликаючи згодом нападки християнських письменників. Зрідка траплялися елементи політичної критики (як міми Марулла, спрямовані проти Марка Аврелія і Луція Вера). З грецьких мімографів епохи Імперії ми знаємо тільки ім'я Філістона.
У Візантії мім (частіше у формі пантоміми) теж мав великий успіх, ба навіть в імператорів: мімічна акторка Теодора стала імператрицею. Оскільки вистави були переважно імпровізованими, і тексти уточнювалися лише на сцені, від мімів практично нічого не залишилося.